# Almana longipes
Almana longipes är en insektsart som först beskrevs av Dufour 1849.  Almana longipes ingår i släktet Almana och familjen Dictyopharidae.
Artens utbredningsområde är Spanien. Inga underarter finns listade i Catalogue of Life.